# Karel V. Rypáček
Karel V. Rypáček (9. ledna 1885, Hodětín – 11. března 1957, Brno) byl český novinář a překladatel. 

## Život
Narodil se v rodině Tomáše Rypáčka (1860–1917) učitele v Budislavi a Anny rozené Rypáčkové (1859–1943). Svatbu měli 23. 2. 1884. Karel měl sestru Boženu, ženu Jaroslava Radimského.
Studoval Právnickou fakultu Univerzity Karlovy.
Překládal z polštiny, ukrajinštiny, norštiny a ze švédštiny.
Je pochován na Ústředním hřbitově města Brna, skup. 81, hrob 4–5.

## Dílo

### Spisy
- Björnstjerne Björnson: k stému výročiu jeho narodenín – Bratislava: Slovenská liga, 1932

### Překlady
- Vasyl Stefanyk: Povídky, Knihy dobrých autorů, svazek 7, Kamilla Neumannová, Praha, 1905
- Dno bídy a jiné sibiřské povídky – Wacław Sieroszewski. Praha: Máj, 1906
- Povídky – Stefan Žeromski. Praha: Jan Otto, 1907
- Ukradený hoch – Waclaw Sieroszewski; in: 1000 nejkrásnějších novel... č. 4. Praha: J. R. Vilímek, 1911
- Zapomenutí – Stefan Žeromski; in: 1000 nejkrásnějších novel... č. 11. Praha: J. R. Vilímek, 1911
- Železniční hlídač Thiel – Gerhart Hauptmann; in: 1000 nejkrásnějších novel... č. 38. Praha: J. R. Vilímek, 1912
- Ve zříceninách – Wacław Sieroszewski. Praha: Antonín Svěcený, 1912
- Zámořský ďábel – W. Sieroszewski; s illustracemi Stanislava Hudečka. Praha: J. R. Vilímek, 1912
- Podivuhodná cesta Nilse Holgersona s divokými husami Švédskem – Selma Lagerlöfová. Praha: Jan Laichter, 1913
- Dvě povídky – Selma Lagerlöfová. Praha: A. Svěcený, 1914
- Chłopi: román – Władyslav St. Reymont. Praha: Československé podniky tiskařské a vydavatelské, 1920–1921
- Z povídek a legend – Selma Lagerlöfová; přeložili K. V. Rypáček a Vojtěška Vaněčková; úvod napsal Arne Novák. Praha: František Topič, 1921
- Löwensköldův prsten – Selma Lagerlöfová; doslov napsal Josef Knap. Turnov: F. J. Müller, 1927
- Charlotta Löwensköldová: román – Selma Lagerlöfová. Praha: Družstevní práce, 1928
- Anna Svärdová: román – Selma Lagerlöfová; s 5 dřevoryty a obálkou Antonína Majera. Praha: Družstevní práce, 1930
- Jaro – Sigrid Undsetová. Praha: Ladislav Kuncíř, 1930
- ... a loď pluje dále – Nordahl Grieg. Praha: F. Topič, 1931
- Gymnadenia – Sigrid Undsetová. Praha: L. Kuncíř, 1931
- Smrt Ďurka Langsfelda: drama o třech dějstvích – Josef Gregor-Tajovský. 1932
- Hořící keř – Sigrid Undsetová. Praha: L. Kuncíř, 1932
- Jednoho dne v říjnu: román – Sigurd Hoel; z norštiny. Praha: Mánes, 1933
- Liljecronov domov – Selma Lagerlöfová. Bratislav: Bibliotheka, 1933
- Muž, jehož jsi zavraždil – Gustaf Ericsson; ze švédštiny; typografickou úpravu navrhl J. Hesoun; vazbu provedl A. Nepevný podle návrhu J. Hesouna; ochranný obal vytiskl E. Grégr podle návrhu J. Štyrského. Praha: Bohumil Janda, 1934
- Mrtvý mezi dvěma živými – Sigurd Christiansen; z norštiny. Praha: B. Janda, 1934
- Modré pobřeží – Kristmann Gudmundsson; z norštiny. Praha: F. Topič, 1935
- Pestrá volnost – Amelie Posse-Brázdová; dřevoryt a grafická úprava Cyrila Boudy. Praha: F. Topič, 1935
- Marbacka, vzpomínky z dětství – Selma Lagerlöfová. Praha: Družstevní práce, 1937
- Selambové – Sigfrid Siwertz; ze švédštiny; dřevoryt a grafická úprava Cyrila Boudy. Praha: Topičova edice, 1937
- Ida Alžběta: román – Sigrid Undsetová. Praha: Vyšehrad, 1937
- Předjaří – Kristmann Gudmundsson. Praha: Topičova edice, 1940
- Jitro života: román – Kristmann Gudmundsson. Praha: Ferdinand Holas, 1945
- So smrtnej hory fúka – Trygve Gulbranssen. Bratislava: Spoločnosť priateľov klasických kníh (SOKK), 1947
- Niet inej cesty: román – Trygve Gulbranssen. Bratislava: SPKK, 1949
- Večne spievajú lesy; Zo smrtnej hory fúka; Niet inej cesty – Trygve Gulbranssen. Bratislava: Slovenský spisovateľ, 1973